# 谷信一
谷 信一（たに しんいち、1905年5月8日 - 1991年1月21日）は、日本の美術史家。日本近世美術史専攻。東京国立博物館勤務。

## 来歴
1905年、三重県安濃郡安西村の素封家・駒田家生まれ。父の姉の家を継ぎ谷家へ養子に入る。第八高等学校卒業後、1930年3月東京帝国大学文学部美術史学科を卒業、同年4月東京帝国大学文学部副手、1932年7月東京帝国大学史料編纂所嘱託を経て、1942年3月京城帝国大学助教授に任官したが、1946年8月大学廃止により退官帰国した。
引き揚げ後は、1946年より美術研究所研究員、1949年5月東京芸術大学美術学部講師、1952年神戸大学文理学部教授となり、1952～1958年まで東京芸術大学教授を兼任した。1966年3月に神戸大学を停年退官し、同年4月から1975年3月まで共立女子大学文芸学部教授を務めた。その間、1947年から日本歴史学会編集委員となり、のち評議員を務めた。また1952年からブリヂストン美術館運営委員、1953年から1966年まで東京都美術館参与、1978年石橋財団理事を務めた。

## 研究内容・業績
その研究領域は広範にわたり、仏教美術から絵巻物、大和絵、室町水墨画、肖像画、狩野派、土佐派、宗達・光琳派、南画にまで及んでいる。史料編纂所時代に読破した資料にもとづいて、日本の中世における中国絵画受容のあり方を明らかにした一連の論は「室町時代美術史論」（東京堂　1942年刊）に収載されている。他の主な著作は「近世日本絵画史論」（道統社　1941年刊）「日本美術史概説」（東京堂　1948年刊）「御物集成－東山御物・柳営御物」（共編　淡交社　1972年刊）など。
千葉市美術館には、谷が収集した近世日本美術コレクション51点が所蔵されている。そのうち10点は駒田家からの伝来品だが、残りは1941年から44年頃に共楽美術倶楽部（洋画家辻永の弟・辻衛が設立）で自身の眼で1点1点購入したものである。その絵師のマスターピースと呼べるような作品はないが、狩野派、谷文晁などの関東南画、英派、俳人の書画、来泊清人、南蘋派、長崎派など幅広い流派を含み、谷の関心の広さが窺える。また、『国史肖像集成』を編纂した谷らしく、人物画がやや多い。なお谷は駒田家伝来の文書約4900点を木箱6箱などに入れて大切に保管しており、駒田信二から地元の三重県に寄贈している（三重県総合博物館蔵）。

## 家族・親族
- 弟：駒田信二は中国文学者。

## 著作

### 著書
- 『宗達』 東洋美術文庫 アトリヱ社 1938
- 『近世日本絵画史論』 道統社 1941
- 『室町時代美術史論』 東京堂 1942
- 『骨董道の話』 生活社 1946
- 『図説日本服装史』 銀書院 1947
- 『日本美術史概説』 東京堂 1948
- 『ぼくらの世界美術史』 東京堂 1949
- 『美術史 体系日本史叢書』 山川出版社 1976
- 『概観日本美術史』 美術公論社 1979
- 『日本列島人の造形意識』 玉川大学出版部 玉川選書 1980
- 『絵仏師』　吉川弘文館 1980

### 編著
- 国史肖像集成 第1-6輯 森末義彰共編 目黒書店 1940
- 世界美術図譜 日本編 全11集 東京堂 1943-1944
- 日本美術辞典 野間清六共編 東京堂 1952、新版1990
- 美術鑑定事典 野間清六共編 東京堂 1963、新版1992
- 世界美術全集7　日本 角川書店 1968